# Lista amerykańskich senatorów ze stanu Idaho
Lista amerykańskich senatorów ze stanu Idaho – senatorzy wybrani ze stanu Idaho.
Stan Idaho został włączony do Unii 3 lipca 1890 roku. Posiada prawo do mandatów senatorskich 2. i 3. klasy. Do 8 kwietnia 1913 roku (ratyfikowania 17. poprawki do Konstytucji) senatorowie byli wybierani przez stanowy parlament. Od tego czasu wybierani są w wyborach powszechnych.

## 2. klasa
| Lp.   | Imię i nazwisko    | Imię i nazwisko | Od                   | Do                   | Partia               | Kadencja                                                                             | Uwagi |
| ----- | ------------------ | --------------- | -------------------- | -------------------- | -------------------- | ------------------------------------------------------------------------------------ | --- |
| 1     | George L. Shoup    |                 | 18 grudnia 1890      | 4 marca 1901         | Partia Republikańska | 1                                                                                    | Wybrany w 1890 |
| 1     | George L. Shoup    | 2               | 18 grudnia 1890      | 4 marca 1901         | Partia Republikańska | Reelekcja w 1895 Przegrał wybory w 1900                                              | |
| 2     | Fred Dubois        |                 | 4 marca 1901         | 4 marca 1907         | Partia Demokratyczna | 3                                                                                    | Wybrany w 1900 Przegrał wybory w 1907                                                                                  |
| 3     | William Borah      |                 | 4 marca 1907         | 19 stycznia 1940     | Partia Republikańska | 4                                                                                    | Wybrany w 1907 |
| 3     | William Borah      | 5               | 4 marca 1907         | 19 stycznia 1940     | Partia Republikańska | Reelekcja w 1913                                                                     | |
| 3     | William Borah      | 6               | 4 marca 1907         | 19 stycznia 1940     | Partia Republikańska | Reelekcja w 1918                                                                     | |
| 3     | William Borah      | 7               | 4 marca 1907         | 19 stycznia 1940     | Partia Republikańska | Reelekcja w 1924                                                                     | |
| 3     | William Borah      | 8               | 4 marca 1907         | 19 stycznia 1940     | Partia Republikańska | Reelekcja w 1930                                                                     | |
| 3     | William Borah      | 9               | 4 marca 1907         | 19 stycznia 1940     | Partia Republikańska | Reelekcja w 1936 Zmarł w trakcie sprawowania urzędu w 1940                           | |
| Wakat | Wakat              | Wakat           | 19 stycznia 1940     | 27 stycznia 1940     |                      | 9                                                                                    | |
| 4     | John W. Thomas     |                 | 27 stycznia 1940     | 10 listopada 1945    | Partia Republikańska | 9                                                                                    | Mianowany do kontynuowania kadencji w 1940 Wybrany do dokończenia kadencji w wyborach specjalnych w 1940               |
| 4     | John W. Thomas     | 10              | 27 stycznia 1940     | 10 listopada 1945    | Partia Republikańska | Wybrany na pełną, 6-letnią kadencję w 1942 Zmarł w trakcie sprawowania urzędu w 1945 | |
| Wakat | Wakat              | Wakat           | 10 listopada 1945    | 17 listopada 1945    |                      | 10                                                                                   | |
| 5     | Charles C. Gossett |                 | 17 listopada 1945    | 5 listopada 1946     | Partia Demokratyczna | 10                                                                                   | Mianowany do kontynuowania kadencji w 1945 Przegrał prawybory przed wyborami specjalnymi o dokończenie kadencji w 1946 |
| 6     | Henry Dworshak     |                 | 5 listopada 1946     | 3 stycznia 1949      | Partia Republikańska | 10                                                                                   | Wybrany do dokończenia kadencji w wyborach specjalnych w 1946 Przegrał wybory na pełną, 6-letnią kadencję w 1948       |
| 7     | Bert H. Miller     |                 | 3 stycznia 1949      | 8 października 1949  | Partia Demokratyczna | 11                                                                                   | Wybrany w 1948 Zmarł w trakcie sprawowania urzędu w 1949                                                               |
| Wakat | Wakat              | Wakat           | 8 października 1949  | 14 października 1949 |                      | 11                                                                                   | |
| 8     | Henry Dworshak     |                 | 14 października 1949 | 23 lipca 1962        | Partia Republikańska | 11                                                                                   | Mianowany do kontynuowania kadencji w 1949 Wybrany do dokończenia kadencji w wyborach specjalnych w 1950               |
| 8     | Henry Dworshak     | 12              | 14 października 1949 | 23 lipca 1962        | Partia Republikańska | Wybrany na pełną, 6-letnią kadencję w 1954                                           | |
| 8     | Henry Dworshak     | 13              | 14 października 1949 | 23 lipca 1962        | Partia Republikańska | Reelekcja w 1960 Zmarł w trakcie sprawowania urzędu w 1962                           | |
| Wakat | Wakat              | Wakat           | 23 lipca 1962        | 6 sierpnia 1962      |                      | 13                                                                                   | |
| 9     | Leonard B. Jordan  |                 | 6 sierpnia 1962      | 3 stycznia 1973      | Partia Republikańska | 13                                                                                   | Mianowany do kontynuowania kadencji w 1962 Wybrany do dokończenia kadencji w wyborach specjalnych w 1962               |
| 9     | Leonard B. Jordan  | 14              | 6 sierpnia 1962      | 3 stycznia 1973      | Partia Republikańska | Wybrany na pełną, 6-letnią kadencję w 1966 Nie starał się o reelekcję w 1972         | |
| 10    | James A. McClure   |                 | 3 stycznia 1973      | 3 stycznia 1991      | Partia Republikańska | 15                                                                                   | Wybrany w 1972 |
| 10    | James A. McClure   | 16              | 3 stycznia 1973      | 3 stycznia 1991      | Partia Republikańska | Reelekcja w 1978                                                                     | |
| 10    | James A. McClure   | 17              | 3 stycznia 1973      | 3 stycznia 1991      | Partia Republikańska | Reelekcja w 1984 Nie starał się o reelekcję w 1990                                   | |
| 11    | Larry Craig        |                 | 3 stycznia 1991      | 3 stycznia 2009      | Partia Republikańska | 18                                                                                   | Wybrany w 1990 |
| 11    | Larry Craig        | 19              | 3 stycznia 1991      | 3 stycznia 2009      | Partia Republikańska | Reelekcja w 1996                                                                     | |
| 11    | Larry Craig        | 20              | 3 stycznia 1991      | 3 stycznia 2009      | Partia Republikańska | Reelekcja w 2002 Nie starał się o reelekcję w 2008                                   | |
| 12    | Jim Risch          |                 | 3 stycznia 2009      |                      | Partia Republikańska | 21                                                                                   | Wybrany w 2008 |
| 12    | Jim Risch          | 22              | 3 stycznia 2009      | Reelekcja w 2014     | Partia Republikańska |                                                                                      | |
| 12    | Jim Risch          | 23              | 3 stycznia 2009      | Reelekcja w 2020     | Partia Republikańska |                                                                                      | |

## 3. klasa
| Lp.   | Imię i nazwisko      | Imię i nazwisko | Od                   | Do                   | Partia               | Kadencja                                                                             | Uwagi |
| ----- | -------------------- | --------------- | -------------------- | -------------------- | -------------------- | ------------------------------------------------------------------------------------ | --- |
| 1     | William J. McConnell |                 | 18 grudnia 1890      | 4 marca 1891         | Partia Republikańska | 1                                                                                    | Wybrany w 1890 Nie starał się o reelekcję |
| 2     | Fred Dubois          |                 | 4 marca 1891         | 4 marca 1897         | Partia Republikańska | 2                                                                                    | Wybrany w 1890 Przegrał wybory w 1896 |
| 3     | Henry Heitfeld       |                 | 4 marca 1897         | 4 marca 1903         | Partia Populistyczna | 3                                                                                    | Wybrany w 1896 Nie starał się o reelekcję w 1902 |
| 4     | Weldon B. Heyburn    |                 | 4 marca 1903         | 17 października 1912 | Partia Republikańska | 4                                                                                    | Wybrany w 1902 |
| 4     | Weldon B. Heyburn    | 5               | 4 marca 1903         | 17 października 1912 | Partia Republikańska | Reelekcja w 1908 Zmarł w trakcie sprawowania urzędu w 1912                           | |
| Wakat | Wakat                | Wakat           | 17 października 1912 | 18 listopada 1912    |                      | 5                                                                                    | |
| 5     | Kirtland I. Perky    |                 | 18 listopada 1912    | 5 stycznia 1913      | Partia Demokratyczna | 5                                                                                    | Mianowany do kontynuowania kadencji w 1913 Zrezygnował po wyborze następcy |
| 6     | James H. Brady       |                 | 5 stycznia 1913      | 13 stycznia 1918     | Partia Republikańska | 5                                                                                    | Wybrany do dokończenia kadencji w wyborach specjalnych w 1913 |
| 6     | James H. Brady       | 6               | 5 stycznia 1913      | 13 stycznia 1918     | Partia Republikańska | Wybrany na pełną, 6-letnią kadencję w 1914 Zmarł w trakcie sprawowania urzędu w 1918 | |
| Wakat | Wakat                | Wakat           | 13 stycznia 1918     | 22 stycznia 1918     |                      | 6                                                                                    | |
| 7     | John F. Nugent       |                 | 22 stycznia 1918     | 14 stycznia 1921     | Partia Demokratyczna | 6                                                                                    | Mianowany do kontynuowania kadencji w 1918 Wybrany do dokończenia kadencji w wyborach specjalnych w 1918 Przegrał wybory w 1920 Zrezygnował przed końcem kadencji, by zasiąść w Federalnej Komisji Handlu |
| 8     | Frank R. Gooding     |                 | 15 stycznia 1921     | 24 czerwca 1928      | Partia Republikańska | 6                                                                                    | Mianowany do dokończenia kadencji, będąc już wcześniej wybrany na pełną, 6-letnią kadencję |
| 8     | Frank R. Gooding     | 7               | 15 stycznia 1921     | 24 czerwca 1928      | Partia Republikańska | Wybrany w 1920                                                                       | |
| 8     | Frank R. Gooding     | 8               | 15 stycznia 1921     | 24 czerwca 1928      | Partia Republikańska | Reelekcja w 1926 Zmarł w trakcie sprawowania urzędu w 1928                           | |
| Wakat | Wakat                | Wakat           | 24 czerwca 1928      | 30 czerwca 1928      |                      | 8                                                                                    | |
| 9     | John W. Thomas       |                 | 30 czerwca 1928      | 4 marca 1933         | Partia Republikańska | 8                                                                                    | Mianowany do kontynuowania kadencji w 1928 Wybrany do dokończenia kadencji w wyborach specjalnych w 1928 Przegrał wybory na pełną, 6-letnią kadencję w 1932                                               |
| 10    | James P. Pope        |                 | 4 marca 1933         | 3 stycznia 1939      | Partia Demokratyczna | 9                                                                                    | Wybrany w 1932 Przegrał prawybory w 1938 |
| 11    | David Worth Clark    |                 | 3 stycznia 1939      | 3 stycznia 1945      | Partia Demokratyczna | 10                                                                                   | Wybrany w 1938 Przegrał prawybory w 1944 |
| 12    | Glen H. Taylor       |                 | 3 stycznia 1945      | 3 stycznia 1951      | Partia Demokratyczna | 11                                                                                   | Wybrany w 1944 Przegrał prawybory w 1950 |
| 13    | Herman Welker        |                 | 3 stycznia 1951      | 3 stycznia 1957      | Partia Republikańska | 12                                                                                   | Wybrany w 1950 Przegrał wybory w 1956 |
| 14    | Frank Church         |                 | 3 stycznia 1957      | 3 stycznia 1981      | Partia Demokratyczna | 13                                                                                   | Wybrany w 1956 |
| 14    | Frank Church         | 14              | 3 stycznia 1957      | 3 stycznia 1981      | Partia Demokratyczna | Reelekcja w 1962                                                                     | |
| 14    | Frank Church         | 15              | 3 stycznia 1957      | 3 stycznia 1981      | Partia Demokratyczna | Reelekcja w 1968                                                                     | |
| 14    | Frank Church         | 16              | 3 stycznia 1957      | 3 stycznia 1981      | Partia Demokratyczna | Reelekcja w 1974 Przegrał wybory w 1980                                              | |
| 15    | Steve Symms          |                 | 3 stycznia 1981      | 3 stycznia 1993      | Partia Republikańska | 17                                                                                   | Wybrany w 1980 |
| 15    | Steve Symms          | 18              | 3 stycznia 1981      | 3 stycznia 1993      | Partia Republikańska | Reelekcja w 1986 Nie starał się o reelekcję w 1992                                   | |
| 16    | Dirk Kempthorne      |                 | 3 stycznia 1993      | 3 stycznia 1999      | Partia Republikańska | 19                                                                                   | Wybrany w 1992 Nie starał się o reelekcję w 1998 |
| 17    | Mike Crapo           |                 | 3 stycznia 1999      |                      | Partia Republikańska | 20                                                                                   | Wybrany w 1998 |
| 17    | Mike Crapo           | 21              | 3 stycznia 1999      | Reelekcja w 2004     | Partia Republikańska |                                                                                      | |
| 17    | Mike Crapo           | 22              | 3 stycznia 1999      | Reelekcja w 2010     | Partia Republikańska |                                                                                      | |
| 17    | Mike Crapo           | 23              | 3 stycznia 1999      | Reelekcja w 2016     | Partia Republikańska |                                                                                      | |
| 17    | Mike Crapo           | 24              | 3 stycznia 1999      | Reelekcja w 2022     | Partia Republikańska |                                                                                      | |